# Stenoporpia farina
Stenoporpia farina là một loài bướm đêm trong họ Geometridae.